# Wasserenthärtung

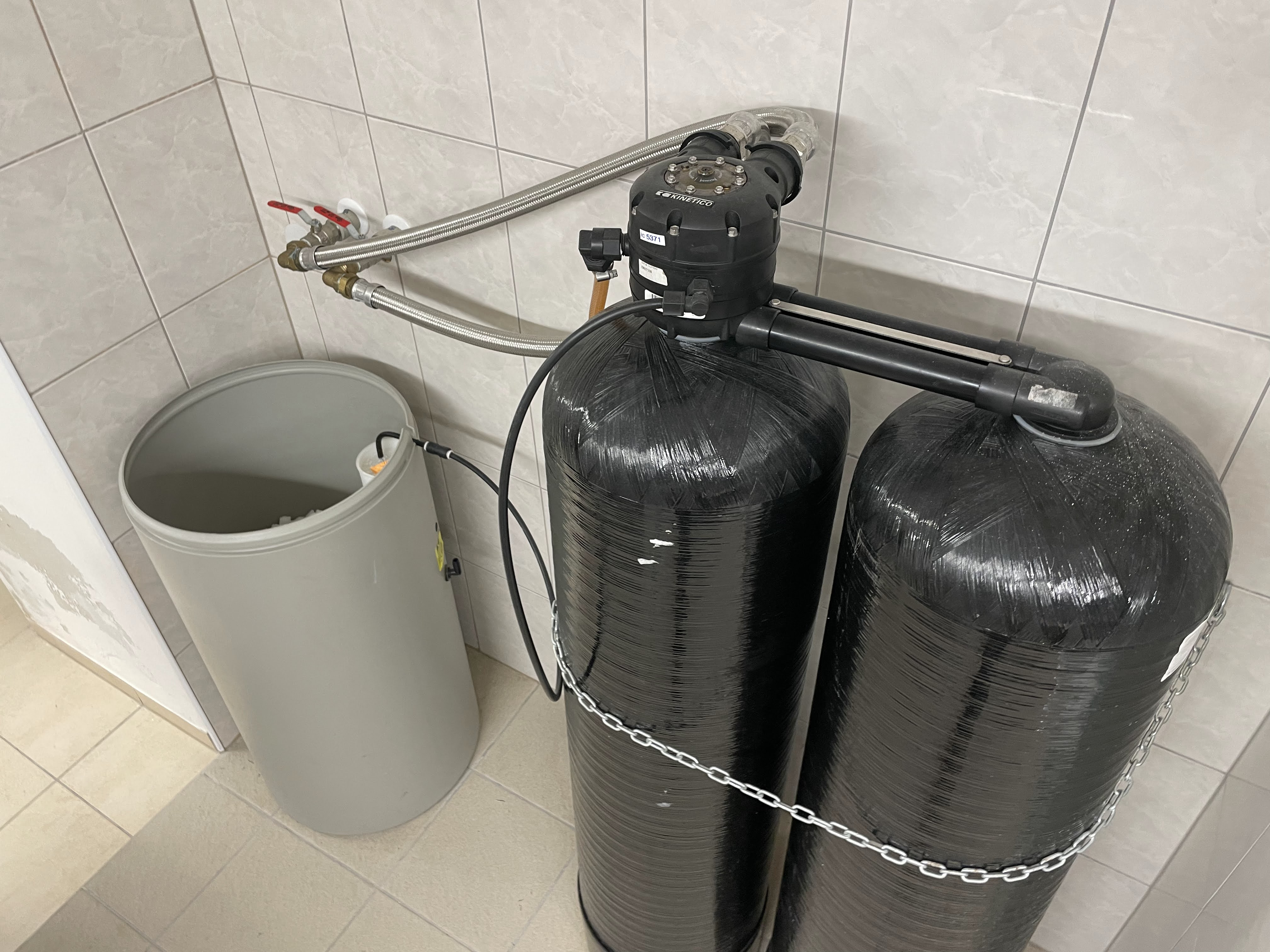
Ionenaustauscher zur Wasserenthärtung, im grauen Behälter links ist das Salz für die Regeneration.

Unter Wasserenthärtung versteht man die Verringerung der Wasserhärte durch Entfernung oder Maskierung der im Wasser gelösten Erdalkali-Kationen Ca2+ und Mg2+. Diese Kationen verringern die Waschwirkung von Waschmitteln durch Bildung von schwer löslichen Carbonaten und Kalkseifen und können zu störenden Kesselsteinablagerungen in Rohrleitungen und Apparaturen führen. Die Wasserenthärtung macht aus sog. hartem Wasser sog. weiches Wasser, das aber noch gelöste Alkali-Kationen und  Chloridanionen enthalten kann. Das weiche Wasser darf deshalb nicht mit destilliertem oder demineralisiertem / vollentsalztem Wasser (VE-Wasser) verwechselt werden, denn dieses Wasser enthält keinerlei Kationen und Anionen.
Neben der Vollenthärtung kann Wasser auch nur teilenthärtet werden. Häufig ist es ausreichend, wenn nur die durch  schwerlösliche Carbonate verursachte sog. Carbonathärte vermindert oder weitgehend entfernt wird. Diese Art der Aufbereitung wird Entcarbonisierung genannt.

## Verfahren

### Ionenaustausch

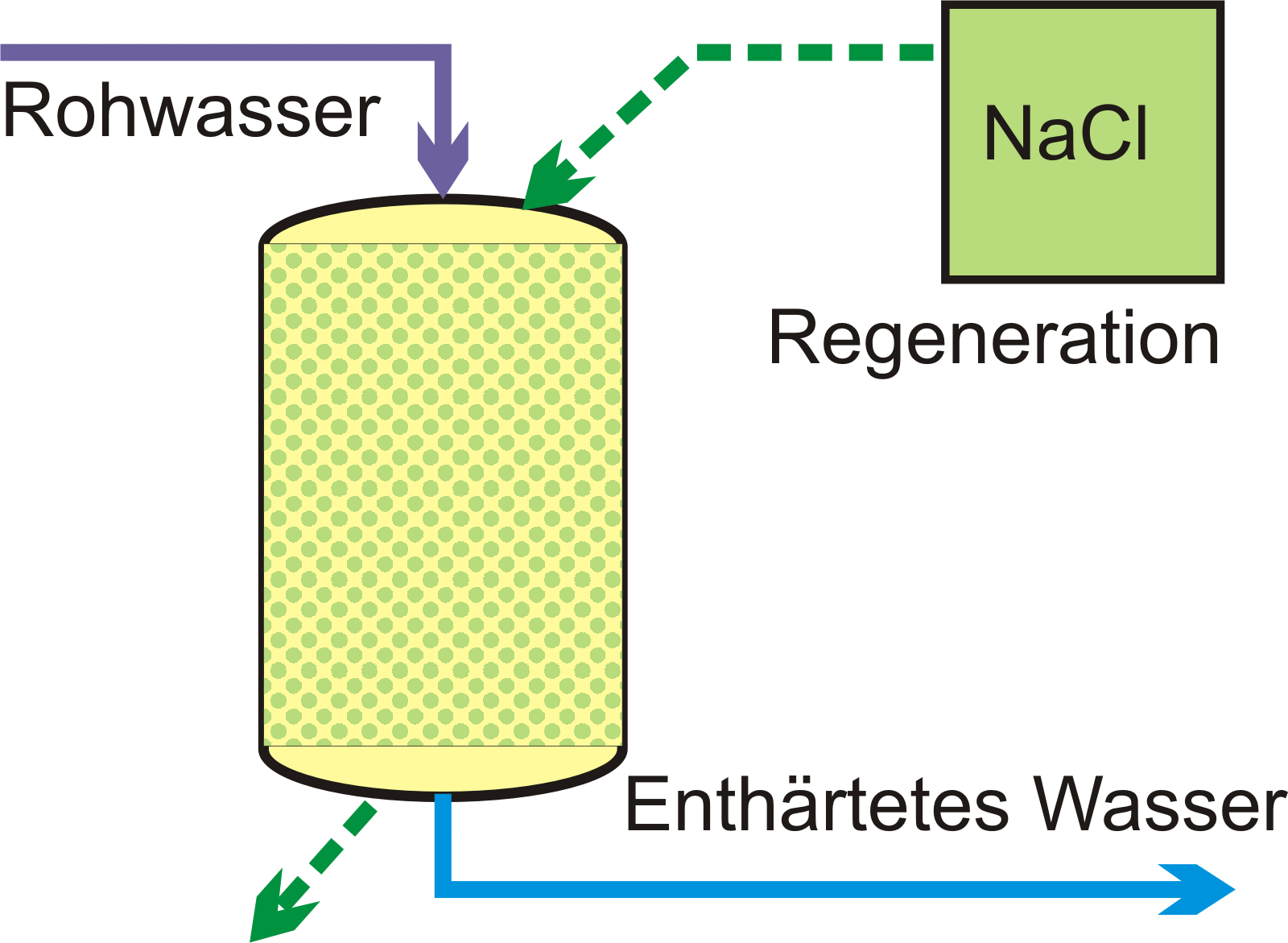
Enthärtung des Rohwassers durch Austausch der Erdalkaliionen gegen Natriumionen.

Ein häufig eingesetztes Verfahren ist die Enthärtung mit Ionenaustauscher. Das Wasser strömt durch einen Behälter, der einen Ionenaustauscher enthält. In diesem werden vorwiegend die Ca2+- und Mg2+-Ionen gegen eine äquivalente Menge Na+-Ionen getauscht. Das enthärtete Wasser enthält nun entsprechend mehr Na+- und fast keine Ca2+- und Mg2+-Ionen. Alle übrigen Ionen verbleiben im Wasser.
Die chemische Gleichung für die Enthärtung des Wassers für die Aufnahme von Calciumionen lautet:
{\displaystyle \mathrm {2\ R-SO_{3}Na\ +\ Ca_{(aq)}^{2+}\ \longrightarrow \ (R-SO_{3})_{2}Ca\ +\ 2\ Na_{(aq)}^{+}} }
Mit R−SO3X: Grundgerüst eines sulfonierten Harzes.
Die Regenerierung eines erschöpften Kationenaustauscherharzes erfolgt mit einer 8–12%igen Natriumchlorid-Lösung (Regeneriersalz). Bei der Regeneration wird die vom Ionenaustauschharz aufgenommene Härte (Calcium- und Magnesiumionen) gegen die Natriumionen der Salzlösung wieder ausgetauscht und zum Beispiel das Calcium wieder durch Natrium ersetzt. Die Gleichung hierfür lautet:
{\displaystyle \mathrm {(R-SO_{3})_{2}Ca\ +\ 2\ Na_{(aq)}^{+}\ \longrightarrow \ 2\ (R-SO_{3})Na\ +\ Ca_{(aq)}^{2+}} }
Die Regenerierlösung wird mit Rohwasser aus dem Behälter des Austauschers gespült und verworfen. Geschirrspüler sind mit solchen Kationentauschern ausgestattet. Das in Geschirrspüler einzufüllende Salz dient also der Regeneration des eingebauten Kationenaustauscherharzes. Bei Enthärtungsanlagen erfolgt die Regeneration oft automatisch, in festen Zeitintervallen, abhängig von der Menge des verbrauchten Wassers oder von der Qualität des aufbereiteten Wassers, welche mit Hilfe des Härteliters beschrieben werden. Da während der Regeneration bei einer Einzelanlage (ein Behälter) kein enthärtetes Wasser zur Verfügung steht, müssen für die kontinuierliche Versorgung mit enthärtetem Wasser sogenannte Doppelanlagen vorgesehen werden. Eine Doppelanlage besteht aus zwei getrennten Behältern mit Kationenaustauscherharz. Diese werden parallel betrieben. Einer der Behälter liefert enthärtetes Wasser, während der zweite regeneriert werden kann.
Eine Sonderstellung nimmt das sogenannte CARIX-Verfahren ein. Es handelt sich dabei um einen Mischbett-Ionentauscher (Kombination aus Kationen- und Anionentauscher) der zusätzlich auch Sulfat, Nitrat und Chlorid entfernt. Bei der Abtrennung wird Kohlensäure freigesetzt, die in Kohlendioxid und Wasser zerlegt wird. Somit wird die Gesamtkonzentration an Ionen im Wasser reduziert. Regeneriert wird er mit der frei werdenden Kohlensäure, wodurch keine zusätzlichen Abfälle entstehen. 2021 waren in Deutschland über 20 Anlagen von kommunalen Wasserversorgern in Betrieb genommen und es befanden sich 12 weitere in Planung.

### Chemikalien zur Enthärtung von Wasser
Substanzen zur Wasserenthärtung werden vielen Zubereitungen für Haushalt und Industrie beigefügt. Sie gehen starke Wechselwirkungen mit den Erdalkali-Kationen ein, die dann nicht mehr für störende Reaktionen zur Verfügung stehen. Die Erdalkali-Kationen werden dabei nicht aus dem Wasser entfernt, sondern „maskiert“. Das Wasser zeigt nun in gewissen Grenzen das Verhalten weichen Wassers.
Verbindungen, die Kationen austauschen:
- Zeolithe, genauer Zeolith A, sind heute in den meisten Waschmitteln enthalten.
- Schichtsilikate werden alternativ zu Zeolithen eingesetzt.

Verbindungen, die durch Komplexbildung wirken:
- Triphosphate wurden früher gerne in Waschmitteln verwendet, führen aber zur Überdüngung von Gewässern.
- EDTA und NTA, beide werden auch in Waschmitteln verwendet.
- Das Anion der Zitronensäure, Citrat, kann teilweise als Ersatz für Phosphate eingesetzt werden.
- Kurzkettige Polyacrylsäuren werden häufig als Ersatz für Phosphate z. B. in Waschmitteln eingesetzt.

### Physikalische Wasserenthärtung
Unter diese Bezeichnung fallen Verfahren, die mittels elektrischer oder magnetischer Felder die Struktur der Kalkkristalle so verändern sollen, dass eine Ablagerung an Rohren vermindert werde. Hierbei werden z. B. Magneten oder stromführende Drähte außen an Wasserrohre angebracht oder mit Wechselspannung angesteuerte Platten im Inneren des durchströmten Gerätes unmittelbar in den Weg des Wassers verbracht. Manche Geräte sind noch mit einem „Vorfilter“ ausgestattet, der in Wirklichkeit ein kleiner Ionenaustauscher ist.
Die Stiftung Warentest veröffentlichte im Januar 2000 eine Untersuchung derartiger Wasserbehandlungsgeräte. Es konnte meist keinerlei Wirkung festgestellt werden; allein die drei Geräte mit regelmäßig zu wechselnder Filterpatrone zeigten eine deutliche Verminderung von Kalkablagerungen in Elektroboilern. Das Ergebnis eines früheren Tests der Stiftung Warentest aus dem Jahr 1985 wurde damit bestätigt. Die Frage, wann es nach über 20 Jahren einen neuen Test geben würde, beantwortete die Stiftung Warentest damit, dass selbst der DVGW (Deutscher Verein des Gas- und Wasserfaches) trotz neuer Hersteller keine neuen Erkenntnisse habe, da sich an dem zu Grunde liegenden Funktionsprinzip nichts geändert hat.
Eine plausible Hypothese für eine Wirksamkeit physikalischer Verfahren existiert nicht, und veröffentlichte angeblich wissenschaftliche Experimente zur Wirksamkeit sind nicht reproduzierbar, wie zum Beispiel eine vom schweizerischen Bundesamt für Umwelt, Wald und Landschaft in Auftrag gegebenen Studie im Rahmen einer Dissertation zeigte.

### Weitere Verfahren
- Entfernung der temporären Härte (Carbonathärte) durch Aufkochen des Wassers. Es bildet sich dabei Kesselstein. Im Wasser bleibt die permanente Wasserhärte zurück. Dieser Vorgang wird unter Wasserhärte näher beschrieben.[9]

- Fällung durch Zusatz einer Suspension von Calciumhydroxid (Kalkmilch); das gebildete Calciumcarbonat wird bei der Langzeit-Entcarbonisierung als Schlamm und bei der Schnell-Entcarbonisierung als so genanntes Hartkorn ausgefällt. Das Verfahren führt nur zur Entfernung der Carbonathärte.

- Eines der ältesten Verfahren für eine weitgehende Enthärtung ist das Kalk-Soda-Verfahren. Mit diesem bereits im 19. Jahrhundert entwickelten Verfahren kann die Gesamthärte auf weniger als 2,0 °dH (ca. 1,1 °fH) vermindert werden. Calcium und Magnesium werden bevorzugt als Dolomit gefällt. Für die Beschleunigung der Fällungsreaktion wird das Wasser erhitzt. Durch den Zusatz von Soda wird jedoch der Natriumgehalt des Wassers erhöht. Dieses Verfahren war für die Herstellung härtearmer Wässer für den Betrieb von Dampfmaschinen und Dampflokomotiven wichtig. Durch die Entwicklung und Einführung von Ionenaustauschern zur Enthärtung verlor das Verfahren an Bedeutung und wird heute nicht mehr angewendet.

- Innere Speisewasseraufbereitung z. B. bei Dampflokomotiven.

## Vorschriften des DVGW
Das Regelwerk des DVGW stellt die allgemein anerkannten Regeln der Technik (aaRT) dar und ist für Trinkwasseranlagen einzuhalten, soweit die Einhaltung der aaRT nicht anderweitig nachgewiesen werden. Der DVGW hat mehrere Arbeitsblätter herausgegeben, die Vorgaben zur Wasserenthärtung enthalten. 

### Zentrale Enthärtungsanlagen
Das Arbeitsblatt W 235-1 beschreibt die Grundsätze und Verfahren der zentralen Enthärtung in der Wasseraufbereitung und wird durch weitere Arbeitsblattteile ergänzt, in denen spezielle Hinweise zu Planung und Betrieb von zentralen Enthärtungsanlagen gegeben werden. Im Arbeitsblatt wird unter anderem die Zweckmäßigkeit einer zentralen Enthärtung anhand von Mindestwerten der vorhandenen Härte beschrieben. Wenn die Härte des Trinkwassers über 3,5 mmol/l beträgt, sollte eine Enthärtung geprüft werden. Liegt die Härte unter 2,0 mmol/l, wird eine Enthärtung im Allgemeinen als nicht sinnvoll erachtet. Auch wenn bei einem Kochtest eine Calcitabscheidekapazität bei 90 °C von 70 mg/l festgestellt wird, sollte eine Enthärtung zur Vermeidung von Verkalkungsproblemen im Warmwasserbereich in Erwägung gezogen werden. Der technische Aufwand einer Enthärtung ist im Allgemeinen nur gerechtfertigt, wenn die Härte um mindestens etwa 1 mmol/l verringert wird. Das Arbeitsblatt erläutert weiter die Grundlagen von Fällungsverfahren, Ionenaustauschverfahren und Membranverfahren und gibt Kriterien für die Verfahrensauswahl. 
Das Arbeitsblatt W 235-2 beschreibt die zentrale Aufbereitung von Wasser zur Bereitstellung weicheren Trinkwassers unter Anwendung von Fällungsverfahren (Langsam- und Schnellentcarbonisierung) unter Zugabe von Fällungsmitteln und Flockungsmitteln und gibt Hinweise zur Verfahrens- und Stoffauswahl, zur Anlagenplanung und zur Prozessführung.
Das Arbeitsblatt W 235-3 behandelt die verfahrenstechnischen Eigenheiten von Ionenaustauschanlagen, die zur zentralen Enthärtung in der Trinkwasseraufbereitung eingesetzt werden. Zudem werden Hinweise zur Planung und zum Betrieb dieser Ionenaustauschanlagen gegeben, und es werden Anforderungen an die erforderlichen Aufbereitungsstoffe benannt. Im Arbeitsblatt wird nur die in der öffentlichen Trinkwasserversorgung eingesetzte Variante (in der Literatur als CARIX-Verfahren|CARIX®1)-Prozess bezeichnet) behandelt. Es werden das Verfahren beschrieben und Hinweise zur Planung und Verfahrensführung gegeben. 
Weitere Arbeitsblätter beinhalten den Umgang mit Rückständen und Nebenprodukten der Enthärtung und die Einleitung von Rückständen in Abwasseranlagen sowie Aspekte des Korrosionsschutzes in Zusammenhang mit einer Enthärtung.

### Kalkschutzgeräte
Als "Kalkschutzgeräte" werden fest angeschlossene Anlagen zur physikalischen Behandlung von Trinkwasser bezeichnet, die zur Verminderung der Steinbildung in Trinkwasser-Installationen dienen. Das Arbeitsblatt W 510 legt Anforderungen an die Beschaffenheit, Betriebssicherheit, Gebrauchstauglichkeit und Hygiene von Kalkschutzgeräten fest und gibt die entsprechenden Prüfungen an. W 510 umfasst dabei nur solche Geräte, die durch die Bildung von Kristallkeimen des Calciumcarbonats wirken. Geräte, bei denen eine alleinige oder zusätzliche Verminderung der Steinbildung durch Zusatz von Komplexbildnern (z. B. von Phosphaten) oder durch Verringerung der Härtebildner im Wasser (z. B. Ionenaustausch oder Teilentsalzung) entstehen, sind nicht Gegenstand dieses Arbeitsblattes. 
Für Kalkschutzgeräte schreibt der DVGW eine Baumusterprüfung vor, bei der die Einhaltung der Anforderungen vom Hersteller durch ein Prüfzeugnis einer vom DVGW bezeichneten Prüfstelle nachzuweisen ist. Dabei ist ein Untersuchungsbericht nach DVGW-Arbeitsblatt W 512 vorzulegen. Der Nachweis der Gebrauchstauglichkeit und Wirksamkeit erfolgt durch Vergleich von behandeltem und unbehandeltem Wasser für je nach Nenndurchfluss vorgegebene Prüfvolumina. Im direkten Vergleich mit unbehandeltem Wasser muss hierbei mindestens die im DVGW-Arbeitsblatt W 512 definierte Verminderung von Steinbildung erreicht werden. Weitere Festlegungen betreffen Vorgaben zu Hygiene, Festigkeit, Dichtheit und Temperaturbeständigkeit. Der Hersteller muss eine Eigenüberwachung der Geräte mittels einer jährlichen Typprüfung nach Arbeitsblatt W 512 durchführen. Die Gebrauchstauglichkeit ist durch Fremdüberwachung alle 4 Jahre nachzuweisen. 
Bei Erfüllung der Anforderungen dieses Arbeitsblattes erteilt die DVGW-Zertifizierungsstelle ein Zertifikat, das zum Führen des DVGW-Prüfzeichens berechtigt. Auf dem Typenschild des Kalkschutzgerätes sind anzugeben: Gerätetyp, Herstellername, Nennweite des Anschlusses, Nenndurchfluss … bei Druckverlust …, Nenndruck in bar, Maximale Wassertemperatur in °C, DVGW-Prüfzeichen. Beim Prüfzeichen ist darauf zu achten, dass das Zertifikat auch für die tatsächliche Funktion und nicht nur für eine allgemeine Unbedenklichkeit ausgestellt wurde. 
Im Arbeitsblatt W 512 wird die Durchführung der Wirksamkeitsprüfungen von Anlagen gegen Steinbildung beschrieben. Als Steinbildung wird das Entstehen von Ausscheidungen der Härtebildner des Wassers definiert, welche in Form von festen Ablagerungen an Wärmeübertragungsflächen und in den Behältern entstehen und dort als solche verbleiben. Das Arbeitsblatt gibt folgende Versuchsbedingungen vor:
- Versuchswasser (Trinkwasser mit Calcitabscheidekapazität (berechnet für 15 °C) von mindestens 30 mg/l als CaCO3 und Gesamthärte des Versuchswassers von mindestens 3,5 mol/m³ als Summe der Erdalkalien. Durch Vorversuche ist sicherzustellen, dass aus dem Wasser während des Versuchszeitraums von 21 Tagen mindestens 10 g CaCO3 ausgeschieden werden können)
- Versuchsaufbau (vier identische Einrichtungen (Teststrecken und Blindstrecken) für die Untersuchung eines Typs von Wasserbehandlungsanlage, bei denen das Wasser durch Wasserzähler und Durchflussmesser sowie anschließend durch einen Wassererwärmer strömt, als Wassererwärmer dienen elektrisch beheizte 10-Liter-Speicher aus nichtrostendem Stahl)
- Versuchsablauf (Betrieb der Wasserspeicher bei 80 °C, Wasserentnahme von 130 Liter je Tag, über 16 Stunden hinweg nach einem vorgegebenen Zeitregime mit anschließender Pause von 8 Stunden)
- Versuchsdurchführung (Versuchsdauer 21 Tage, Aussiebung der Ablagerungen im Wassererwärmer durch ein Sieb mit einer Maschenweite von 0,5 mm, Auflösen des Siebrückstandes und der Ablagerungen an Heizstäben und Behälterinnenwand mit verdünnter Salpetersäure und anschließende Bestimmung von Calcium und Magnesium).

Die vier Versuchseinrichtungen sind gleichzeitig parallel zu betreiben, wobei jeweils zwei Versuchseinrichtungen als Teststrecke bzw. als Blindstrecke betrieben werden. Bei den Blindstrecken ist das Kalkschutzgerät durch ein Passstück ersetzt. Die Versuche sind mindestens zweimal durchzuführen, dabei werden Teststrecken und Blindstrecken gegeneinander getauscht.
Für den Nachweis der Wirksamkeit wird ein Wirksamkeitsfaktor {\displaystyle f_{\text{w}}} definiert, als Quotient aus der Differenz der Stoffmengen von Kalzium- und Magnesium-Ionen mit und ohne Kalkschutzgerät, bezogen auf diese Stoffmengen ohne Kalkschutzgerät. 
{\displaystyle f_{\text{w}}={\frac {M(\mathrm {Ca} ^{+}+\mathrm {Mg} ^{+})_{\text{unbeh}}-M(\mathrm {Ca} ^{+}+\mathrm {Mg} ^{+})_{\text{beh}}}{M(\mathrm {Ca} ^{+}+\mathrm {Mg} ^{+})_{\text{unbeh}}}}}
Das Kalkschutzgerät gilt als ausreichend wirksam, wenn der Wirksamkeitsfaktor {\displaystyle f_{\text{w}}\geq 0{,}8} beträgt, also die Abscheidung von Kalk um mindestens 80 Prozent vermindert wird.